# Roland JD-800
Le Roland JD-800 est un synthétiseur de la marque Roland Corporation, produit entre 1991 et 1996.
Il a une polyphonie de 24 voix et une capacité mémoire de 64 patchs. Il dispose d'un clavier 61 touches sensible à la vélocité et à l'aftertouch. Il combine l'utilisation d'échantillons et la synthèse numérique. Il a comme particularité de disposer de nombreux curseurs facilitant la programmation et la modification dynamique des sons. Les curseurs transmettent les messages exclusifs dits « Sysex ». 
Nous avons accès comme réglages par exemple à 3 enveloppes, 2 LFO (Triangle, dent de scie, carré, S&H et bruit blanc) ou encore 3 EQ (équaliseurs)...
Nous pouvons trouver dans ces 64 patchs prédéfinis de nombreux sons acoustiques : pianos, guitares... ; des patchs d'ascendance plus électroniques, synthétique, comme des basses synthétiques, des pads, des leads ou encore des rhodes, comme son préset le plus célèbre : Crystal Rhodes. Le JD-800 dispose également de sons de percussions (drums, en anglais) : kicks, snares, toms, hat et enfin de nombreux FX : swooshes, impacts, etc.

## Musiciens ayant fait usage du JD-800
Il a été utilisé par de nombreux groupes et musiciens, dont Emerson, Lake and Palmer, Depeche Mode, Underworld, Tangerine Dream, Jean-Michel Jarre, Vangelis, Pet Shop Boys, Faithless, Luke Vibert, Mouse on Mars, Laurent Garnier, MC Hammer, Genesis et Eat Static.